# Slag bij Maychew
De Slag bij Maychew of Slag bij Mai Ceu was de laatste grote veldslag op het noordelijk front van de Tweede Italiaans-Ethiopische Oorlog, uitgevochten op 31 maart 1936 in de regio Tigray tussen de Italianen en de Ethiopiërs, persoonlijk geleid door keizer Haile Selassie.

## Voorafgaande
Maarschalk Pietro Badoglio had in de Eerste Slag bij Tembien, de Slag bij Amba Aradam, de Tweede Slag bij Tembien en de Slag bij Shire vier Ethiopische legers verslagen.
Op 1 maart 1936 kwam keizer Haile Selassie te voet aan te Korem, waar hij zijn hoofdkwartier opsloeg. Op 19 maart voegden ras Kassa Haile Darge en ras Seyoum Mengesha zich bij hem. Ras Getachew Abate kwam aan met een nieuw leger uit de provincie Kaffa. De keizer gaf die drie elk een leger en nam zelf het bevel over het vierde leger.

## Haile Selassië
De keizer had een regiment artillerie met enkele Brandt mortieren van 81 mm, twintig kanonnen van 75 mm en enkele stuks luchtafweergeschut Oerlikon van 37 mm.
Zes bataljons van de Keizerlijke Wacht Kebur Zabangna vormden de elite van zijn 31.000 soldaten.
De keizer deelde wat biljetten van tien dollar en wat andere geschenken uit onder de Amhara en in ruil zwoeren ze hem trouw en beloofden ze om de Italianen in de flank aan te vallen.

## Badoglio

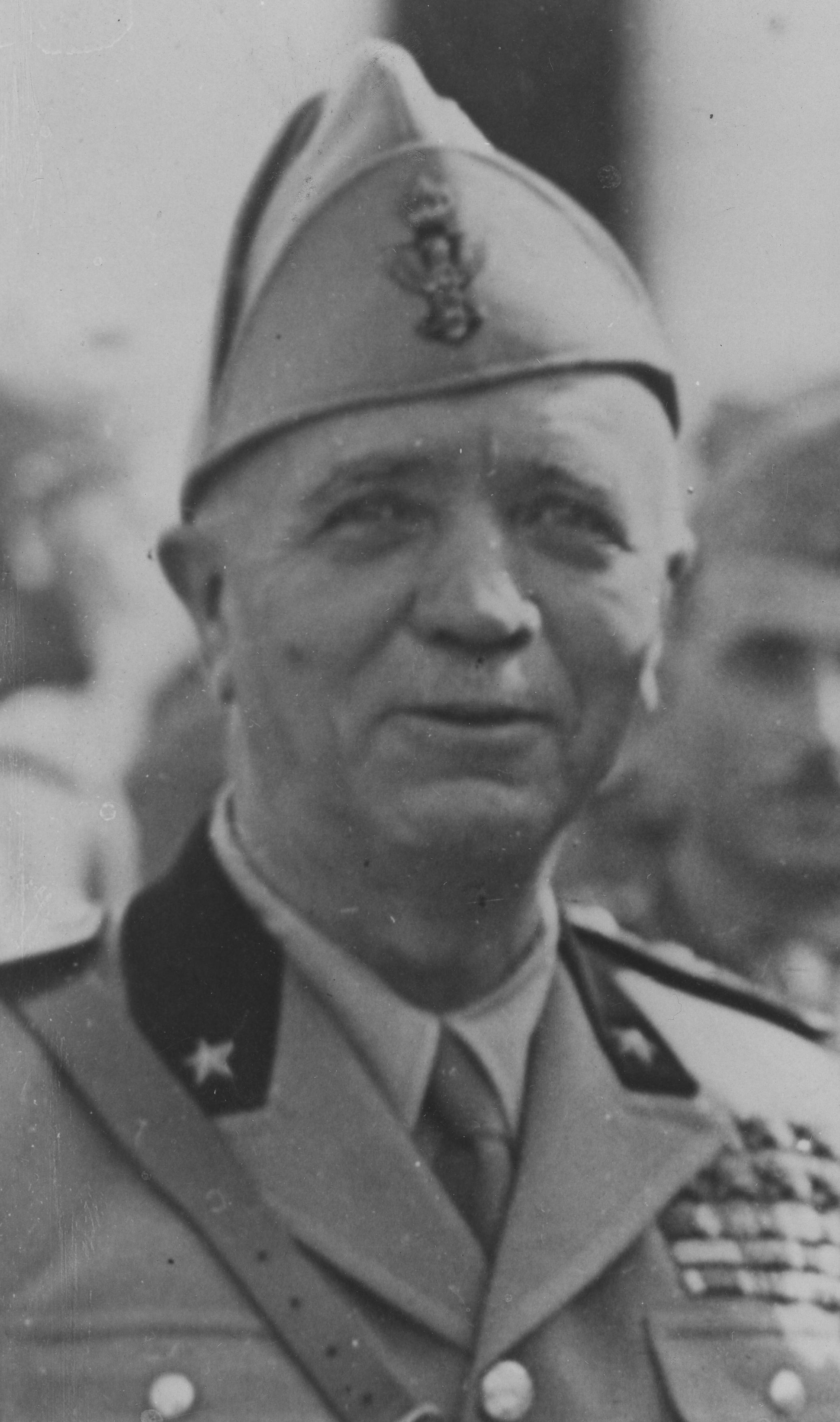
Maarschalk Pietro Badoglio

Badoglio beschikte over vier divisies van het 1e legerkorps en drie divisies van het korps uit Eritrea.
Voor de slag verklaarde Badoglio:
"De keizer heeft drie keuzes: aanvallen en verslagen worden, wachten op onze aanval en we winnen hoe dan ook, of terugtrekken, wat een ramp betekent voor een leger zonder vervoer en voorraden.

## Afgeluisterd radiobericht
Op 21 maart verzond Haile Selassie een radiobericht aan zijn echtgenote keizerin Menen Asfaw:
"Gezien ons vertrouwen in onze Schepper en in de hoop op Zijn hulp en gezien we beslist hebben om op te rukken en de versterkingen binnen te trekken en aangezien God onze enige hulp is, vertrouw deze beslissing in het geheim toe aan de Abuna, aan de ministers en aan de hoogwaardigheidsbekleders en draag aan God onze hevige gebeden op."
Badoglio luisterde alle radioberichten af.
Zo gauw Badoglio dit bericht had onderschept, waaruit bleek, dat Haile Selassie had beslist, om aan te vallen, schrapte hij alle bevelen voor zijn eigen aanval en bereidde hij verdedigende stellingen voor op een Ethiopische aanval.

## Aarzeling
Op 23 maart keek de keizer naar de Italiaanse stellingen bij Maychew en overdacht hij zijn besluit om als eerste aan te vallen, tegen het advies van zijn buitenlandse raadgevers in. Zijn leger was het laatste tussen Badoglio en Addis Abeba. Hij besloot om persoonlijk de aanval te leiden volgens de traditie.
Een week verliep met krijgsberaad, banketten en gebeden terwijl de Italianen hun stellingen versterkten en reserves aanvoerden.

## De Italiaanse stellingen
Op 31 maart 1936 om 5h45 begon de aanval, die dertien uur zou duren.
Een Ethiopische deserteur had de Italianen verwittigd dat de aanval kwam.
De vijfde alpiene divisie Pusteria lag ingegraven op de flanken van de Amba Bokora.
De rest van het 1e legerkorps lag in reserve: de 26e infanteriedivisie Assiette, de 30e infanteriedivisie Sabauda en de 4e divisie zwarthemden. De 1e en 2e divisies uit Eritrea hielden de Mekan-pas. De 1e divisie zwarthemden vormde hun reserve.

## De Ethiopische aanval
De Ethiopiërs vielen aan in drie colonnes van elk 3000 man. De Ethiopiërs vielen aan in golven met ondersteuning van mortiervuur.
De Pusteria divisie moest wijken, maar kon daarna de linie stabiliseren.
15000 man onder Ras Kassa vielen van 7h00 tot 8h00 de Eritreanen in Mekan-pas aan.
Om 8h00 stuurde Bodoglio de Regia Aeronautica met mosterdgas.
Haile Selassie wierp nu zijn Keizerlijke Wacht onder Ras Getachew Abate in de strijd tegen de Eritreanen. Zij droegen Belgische camouflage-uniformen terwijl de andere Ethiopiërs witte gewaden droegen. De officieren van de wacht waren opgeleid aan de École Spéciale Militaire de Saint-Cyr. Hun training en discipline liet hen toe om de Italiaanse flank in drie uur op te rollen en ze vernietigden het 10e bataljon van de 2e divisie uit Eritrea. De Italiaanse commandant liet zijn eigen overweldigde stellingen dan beschieten met artillerievuur.
Om 16h00 beval de keizer bij bewolkte hemel een aanval over heel het front in drie colonnes. Ze werden teruggedreven.

## De aftocht
Haile Selassie liet de terugtocht blazen en duidde Ras Getachew Abate aan als Asmach om die te leiden. De vluchtende Ethiopiërs werden door de luchtmacht gebombardeerd.
De avond van 31 maart zond Haile Selassie een radioboodschap naar zijn keizerin:
"Van vijf uur 's morgens tot zeven 's avonds hebben onze troepen de sterke stellingen van de vijand zonder pauze aangevallen. Wij namen ook deel aan de gevechten en zijn God zij dank ongedeerd. Onze belangrijkste en getrouwe soldaten zijn dood of gewond. Hoewel onze verliezen zwaar zijn is de vijand ook geschaad. De Keizerlijke Garde vocht prachtig en verdient alle lof. De Amhara deden ook hun best. Onze troepen, hoewel niet aangepast aan gevechten in Europese stijl, konden heel de dag de vergelijking met de Italiaanse troepen doorstaan."
De Ethiopiërs hadden 11.000 man verloren tegen 400 dode Italianen en 873 dode Eritreanen.
Veel Ethiopische bevelhebbers trokken naar hun eigen land. Dejazmach Wondosson Kassa, een zoon van Ras Kassa ging naar zijn grootvaders land te Lasta ten zuiden van Wag.
De bewoners van Lasta waren krijgszuchtig en trouw aan de keizer.
Dejazmach Aberra Kassa een andere zoon van Ras Kassa ging naar Kassa in Salale in het noorden van Shoa.
Ras Seyoum keerde terug naar de provincie Tigray om guerrilla te voeren.
Ras Kassa en Asmach Getachew vergezelden Haile Selassie naar de hoogvlakte van Wag en Lasta.
In de nacht van 2 april beval de keizer een terugtocht. De colonnes vertrokken voor het ochtendgloren naar het Ashenge-meer en de hoogvlakte van Korem. Haile Selassie droeg een tropenhelm en reed op een wit paard. In de vroege ochtend begonnen de Oromo de flanken aan te vallen. Toen kwam ook de luchtmacht. De Keizerlijke Wacht verloor meer mannen in de twee dagen van vlucht dan tijdens de slag.

## Het vergiftigde meer
Laat op 3 april bereikte de Ethiopische colonnes Korem en er werd beslist om te verspreiden.
In de vroege ochtend van 4 april bereikten 20.000 uitgeputte en dorstige troepen het Ashenge-meer. De Italiaanse luchtmacht had het meer bespoten met mosterdgas.
Laat op 4 april zag de keizer de lijken drijven op het vergiftigde meer. Hij liep zelf een brandwonde op aan zijn arm van het mosterdgas.

## Dessie
De Ethiopiërs dachten aan verdediging bij Dessie. Kroonprins Asfa Wossen was daarheen gestuurd om een nieuw leger te lichten. Bij hem waren Shum Wadajo Ali, gouverneur van Wollo en Fitawrari Fikremariam, bevelhebber van de Keizerlijke Wacht en het garnizoen van Shewa. Ze verzamelden munitie en voorraden om te vechten bij Dessie.

## Bedevaart
Op 12 april ging de keizer op bedevaart naar de heilige stad Lalibella. Bij hem waren de Abuna Petros van de Koptisch-orthodoxe Kerk, Etchage Gabre Giyorgis, Ras Kassa, Dejazmach Adafersaw Yenadu, Dejazmach Wondosson Kassa en Dejazmach Aberra Kassa. Van 12 april bracht de keizer drie dagen in gebed door. Op 15 april vertrok Haile Selassie uit Lalibella en vervoegde hij zijn leger op weg naar Dessie.

## Omzwervingen
Te Magdala vernam de keizer, dat de kroonprins de stad Dessie op 14 april had opgegeven, zonder dat een schot gelost was. Hij vernam ook, dat de Eritreanen de stad bezet hielden. Daarop trok de keizer richting Were Ilu, maar lopers berichtten, dat Were Ilu ook gevallen was. De keizer en zijn gevolg gingen dan in geforceerde mars naar Fiche in Salale.

## De havik is gevlogen
Op 20 april vloog maarschalk Badoglio naar Dessie. De straten waren versierd met doeken, waarop stond: “De havik is gevlogen”.
Op 26 april begon Badoglio zijn Mars van de ijzeren wil naar Addis Abeba, waar hij op 5 mei zou aankomen.

## Addis Abeba

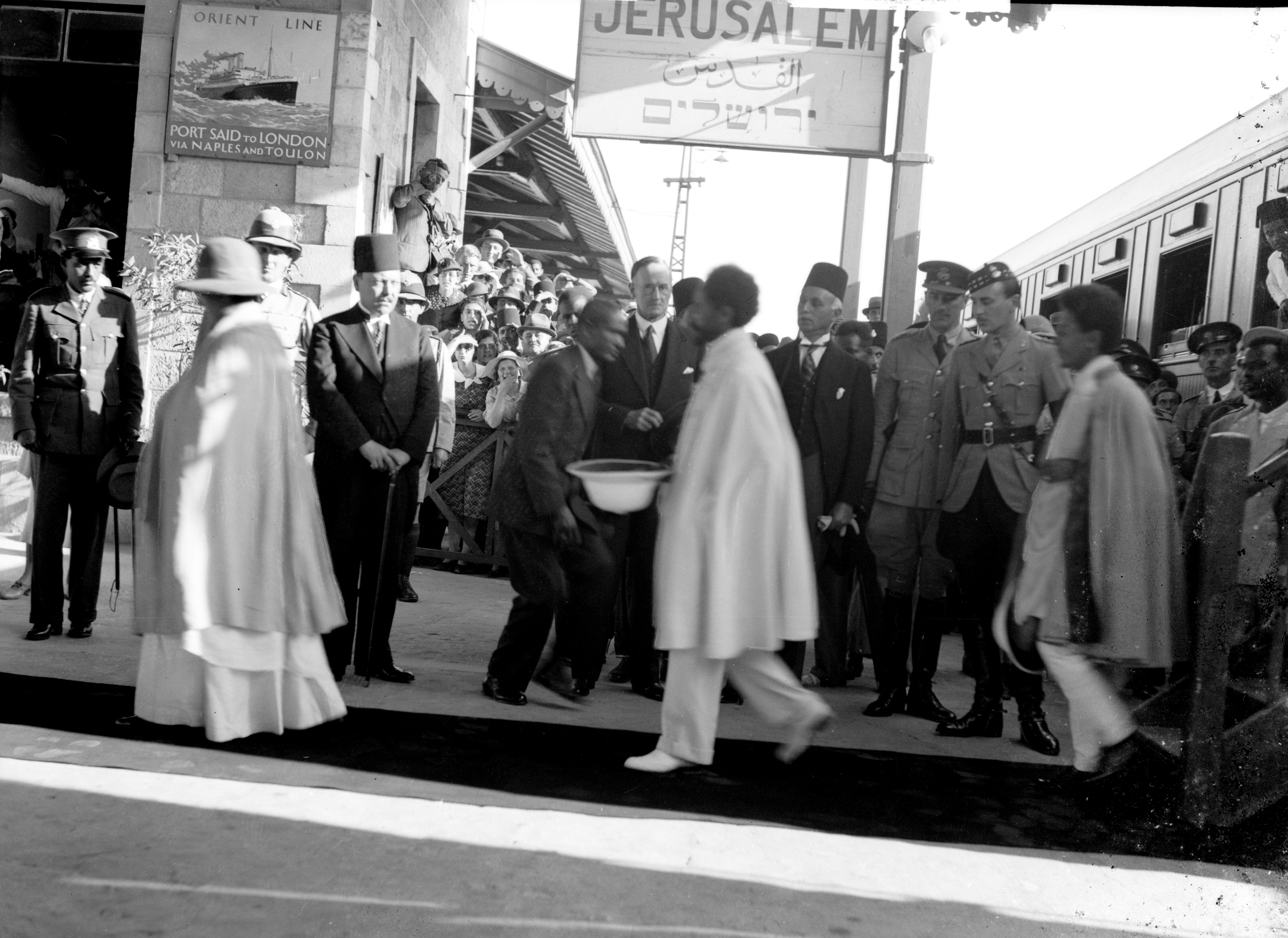
Keizer Haile Selassie op de vlucht in Jeruzalem

Van Fiche trok Haile Selassie naar Addis Abeba, waar hij op 1 mei aankwam. Bij hem waren Ras Kassa en Asmach Getachew. De Raad kwam samen en besliste dat de keizer het land moest verlaten. Op 2 mei 1936 om 4h00 vertrok Haile Selassie met het goud van de Ethiopische centrale bank per trein van Addis Abeba naar de havenstad Djibouti. Benito Mussolini weigerde Rodolfo Graziani de toestemming om de trein te bombarderen. Haile Selassie kwam op 3 mei aan en ging op 4 mei aan boord van de Britse kruiser HMS Enterprise (D52) en voer langs Jeruzalem en Gibraltar naar Southampton. Van daar ging hij te Londen in ballingschap.